# 포항특정경비지역사령부
포항특정경비지역사령부(浦項特定警備地域司令部)는 경상북도 포항시의 특정한 지역인 동해안의 최대 산업지역인 포항시-경주시 일대의 포스코, 포항 항구, 월성원자력발전소 등 국가의 중요한 시설을 방어 및 경비하는 해군-해병대의 합동 지역 사령부이다. 해병대 제1사단장이 사령관직을 겸직한다.

## 역사
1968년에 창설되었으며 포항시와 경주시에 주둔하는 모든 해군(제6항공전단, 포항 항만 방어 대대)과 모든 해병대(제1사단, 교육훈련단, 군수지원단) 부대가 배속되어 있다.

## 같이 보기
- 제9해병여단

## 참조
1. ↑  “포항특정경비지역사령부 통합방위회의 개최”. 2013년 10월 28일에 확인함.